# 블라디슬라프 파블로비치
블라디슬라프 유리예비치 파블로비치(러시아어: Владисла́в Ю́рьевич Па́влович, 1971년 3월 17일~)는 러시아의 펜싱 선수, 지도자로 주 종목은 플뢰레이다. 1996년 하계 올림픽에서 남자 플뢰레 단체전 금메달을 획득했으며 세계 선수권 대회에서 은메달, 1개를 획득했다.